# ScummVM
ScummVM (Scumm Virtual Machine, máquina virtual de Scumm en español) es un programa informático que permite ejecutar las aventuras gráficas creadas originalmente para el motor SCUMM de LucasArts. ScummVM también soporta una variedad de juegos que no utilizan el motor SCUMM, realizados por compañías como Revolution Software o Adventure Soft.
Como su nombre indica, ScummVM ejecuta los juegos a través de una máquina virtual, usando solamente sus archivos de datos, de manera que reemplaza los ejecutables con los que el juego fue originalmente lanzado. Esto permite ejecutar los juegos en sistemas para los cuales nunca fueron diseñados, como por ejemplo, wii, pocketPCs, PalmOS, Nintendo DS, PSP, PlayStation 3, Linux, Xbox o teléfonos celulares.
ScummVM se encuentra bajo la licencia GNU GPL por lo que es software libre.

## Radiografía
Este es un pequeño estudio realizado al proyecto de software libre ScummVM.

### Historia
Creada por Ludvig Strigeus (Ludde) durante septiembre del año 2001, cuando él intentaba crear su propio motor de aventuras gráficas; para llevar a cabo esto se puso a investigar el funcionamiento interno de la Scumm (propiedad de LucasArts), con la finalidad de tomar prestadas ideas de la misma, pero durante esta etapa surgió una idea en la mente de Ludde, la de crear un intérprete capaz de ejecutar el juego Monkey Island 2 (MI2), por lo que comenzó a usar un desensamblador y a trabajar en su idea.
Su versión inicial fue la 0.0.1, la cual se empezó a distribuir entre la comunidad de aficionados a las aventuras gráficas, específicamente entre aquellos que eran desarrolladores. La misma contenía una funcionalidad muy limitada pero sirvió como inspiración para que los mismos se unieran al proyecto logrando liberar su primera versión pública el día 13 de enero del 2002, y su nombre fue ScummVM 0.1.0. Esta versión era muy funcional y poseía soporte básico para los juegos hasta la versión número 7 de la Scumm (LucasArts), luego con el paso del tiempo se ha agregado compatibilidad para varios juegos y diversas plataformas.

### Desarrollo
La máquina virtual o emulador de ScummVM, es un proyecto que por muchos de sus colaboradores ha sido descrito como una experiencia de aprendizaje y fascinación, no solo debido a que deben aprender nuevas técnicas de programación e ingeniería inversa para poder colaborar en el mismo, sino también porque deben estudiar de los programadores que ellos están intentando emular (los de LucasArts) e imaginarse las formas en que sus metodologías y técnicas originales pueden ser mejoradas.
La ScummVM comenzó principalmente a ser desarrollada en lenguaje C, encapsulado dentro de unas pocas clases de C++, pero luego al madurar el proyecto y al unirse nuevos programadores que trajeron nuevas perspectivas al mismo (como James Brown), el proyecto se migró a C++. Esta migración se llevó a cabo básicamente porque querían agregar soporte al programa de diversas plataformas y juegos nuevos, y la herencia de objetos de C++ permitía que el código fuese más fácilmente entendido por otros desarrolladores. Aunque C++ fue el lenguaje escogido para su implementación, el uso de otros lenguajes durante su desarrollo fue crucial, por ejemplo Perl fue usado varias veces para llevar a cabo prototipos y probar varias funcionalidades; también se procedieron a usar herramientas escritas en otros lenguajes como Delphi, desarrolladas por personas cercanas al proyecto, cuya única funcionalidad era recolectar información del funcionamiento interno de la Scumm para que, en conjunto con la información obtenida del desensamblador, permitieran realizar las labores de ingeniería inversa a la misma.
De igual forma, código perteneciente a otros proyectos de software libre fue utilizado para la elaboración de la ScummVM, como por ejemplo la librería Simple DirectMedia Layer (SDL), el motor avanzado de escalas e interpolación 2x (Kreed's 2xSaI), el códec Ogg Vorbis y la librería de decodificación de audio MAD, principalmente para proveer compresión de audio con la idea de hacer más portables los mismos y puedan ser ejecutados en dispositivos móviles como las iPAQ o teléfonos celulares.
Otra cosa importante es que la Scumm original de LucasArts posee aproximadamente 8 versiones cada una de las cuales tiene sus propios caprichos, modificaciones, singularidades y en ocasiones fue modificada para sólo un juego. Cada juego posee un intérprete diferente de la Scumm, por lo que uno de los problemas con los que se encontró la ScummVM fue cómo soportar estas múltiples versiones del intérprete en un único árbol de código fuente.

### Estructura de decisión del proyecto
El proyecto ScummVM tiene propiedades de una meritocracia, es decir mientras más logros tenga una persona, más peso tiene su opinión. Por ejemplo alguien que ha escrito dos librerías y mantiene un port (versión específica para una plataforma) tiene una opinión de más peso que alguien que nunca ha codificado una línea de código y se limita a reportar errores.
En el proyecto no existe una autoridad que controle los procesos que se están desarrollando ni planifique de manera estricta lo que va a suceder. El liderazgo y la toma de decisiones posee las características de un dictador benevolente descentralizado en un ambiente de bazar, según afirma Max Horn alias fingolfin (uno de los dictadores benevolentes del proyecto), donde todo el trabajo se divide en subequipos que deciden cómo hacer las cosas a su manera, pero algunas veces se les indica como quisieran los líderes del proyecto que se hicieran las cosas o qué no les gusta de algo. Los nuevos parches enviados son revisados y forzados a cumplir las pautas de codificación del proyecto antes de aceptarlos.
En cuanto a la comunicación entre los desarrolladores del proyecto, su principal método es el canal de IRC #scummvm en irc.freenode.net, donde discuten todo el trabajo que se está llevando a cabo. Sin embargo, para las decisiones importantes envían un borrador de propuesta al tópico -devel, y probablemente se crea un wiki para la propuesta, y entonces todas las partes interesadas llevan a cabo comentarios y dan su opiniones. Un ejemplo de esto es cuando se propuso cambiar de CVS a SVN: recolectaron argumentos entre los desarrolladores en pro y en contra de ambos, para tomar posteriormente una decisión con respecto a cuál usarían.

### Estado actual

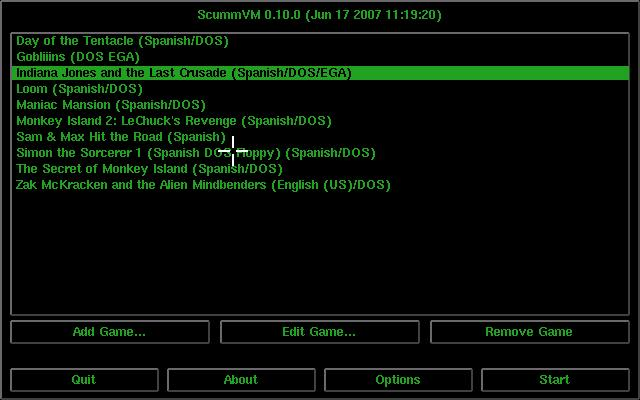
Captura de pantalla de ScummVm 0.10.0 con el skin "Clasic (builtin)"

Con el paso del tiempo, ScummVM se ha convertido de un intento de escribir un intérprete de la Scumm de LucasArts en un programa libre y portable que te permite jugar a las aventuras gráficas de siempre como por ejemplo Simon the Sorcerer 1 & 2 (Adventure Soft), Monkey Island (LucasArts), El Día del tentáculo (LucasArts), Sam and Max (LucasArts) y cualquier otro juego basado en la Scumm en diversos sistemas operativos o plataformas y la mayoría de los idiomas en que fueron lanzados manteniendo la fidelidad original del título.
Actualmente la última versión de ScummVM liberada es la 1.9.0 bajo licencia GNU, la cual cuenta con soporte para más de 80 juegos y 20 plataformas soportadas incluidas y otras más en versiones experimentales no soportadas y cuenta además con trabajos en desarrollo para soportar nuevos juegos y en proceso el desarrollo de un nuevo ambiente GUI para la misma.

### Análisis del código fuente
Al proyecto ScummVM en su versión 0.8.2 se le ha aplicado el modelo COCOMO para estimar la inversión y esfuerzo que sería necesario emplear en la generación de un software de idéntico tamaño, así como también se ha procedido a estudiar su repositorio SVN de código fuente para obtener algunas de sus estadísticas.
| Página web                                          | http://www.scummvm.org                                             |
| --------------------------------------------------- | ------------------------------------------------------------------ |
| Inicio del Proyecto                                 | 2001                                                               |
| Licencia                                            | GNU v2 o posterior                                                 |
| Versión Actual                                      | 0.8.2                                                              |
| Líneas de código fuente                             | 299.729                                                            |
| Estimación de coste                                 | $ 10.769.780                                                       |
| Esfuerzo estimado de desarrollo                     | 79,73 persona/años (956,70 persona/meses)                          |
| Estimación de tiempo de ejecución                   | 2,83 años (33,93 meses)                                            |
| Estimación del número aproximado de desarrolladores | 28,19                                                              |
| Número aproximado de desarrolladores                | 41                                                                 |
| Herramientas de ayuda al desarrollo                 | CVS al principio, SVN actualmente, listas de correo, foros, wikis. |

Según las estimaciones del modelo COCOMO, una compañía que quisiera crear un software de aproximadamente 300.000 líneas de código como la ScummVM tendría invertir casi 11 millones de dólares para obtenerlo. El tiempo que habría que esperar se sitúa en torno a los tres años, el número medio de programadores a tiempo completo que debería emplear rondaría los 140 y el esfuerzo estimado de desarrollo sería de 79,73 persona/años.
| Lenguaje de Programación | Líneas de Código | Porcentaje |
| ------------------------ | ---------------- | ---------- |
| C++                      | 268319           | 89.52%     |
| C                        | 24396            | 8.14%      |
| Ensamblador              | 4139             | 1.38%      |
| Shell                    | 2362             | 0.79%      |
| Perl                     | 513              | 0.17%      |

En cuanto a los lenguajes de programación, C++ y C son correspondientemente los lenguajes más utilizados (como se explicó en el apartado Desarrollo ScummVM), esto se debe a que el proyecto hace uso de código C++ para llevar a cabo una implementación orientada a objetos del software, también se nota que un lenguaje usado con cierta regularidad es el ensamblador y los otros cumplen labores extras como ayudar en su instalación/compilación.
Como último punto este proyecto cuenta con snapshots diarios y pruebas de finalización de juegos, y además posee la siguiente actividad en sus repositorio de SVN (al cual se migraron el 6 de febrero del 2006) al 25 de febrero del 2006 a las 19:00 :
| Categoría                              | Valor                                 |
| -------------------------------------- | ------------------------------------- |
| Commits del día                        | 47                                    |
| Commits del día anterior               | 50                                    |
| Commits de la semana                   | 154                                   |
| Total Commits realizados               | 243                                   |
| Tiempo de vida del repositorio         | 1,6 Semanas (SVN cuando en esa fecha) |
| Tiempo promedio estimado entre commits | 1,1 h entre mensajes                  |

## Plataformas soportadas por la versión oficial
Con la portabilidad como objetivo, existen versiones oficiales de ScummVM para las siguientes plataformas:
- AmigaOS
- Bada
- BeOS
- Dreamcast
- FreeBSD
- Linux
- Mac OS X
- Nintendo 3DS
- Maemo
- MorphOS
- OS/2
- Palm OS
- PlayStation 2
- PSP
- Symbian OS
- Solaris
- WinCE
- Windows
- Gp2x F100
- Gp2x F200
- Gp2x Wiz
- Nintendo DS
- Wii
- iPhone, iPhone 3G
- Android

## Plataformas soportadas por versiones no oficiales
- GP2X y GP2X Wiz
- GP32
- Sony PSP

- Nokia 770 Internet Tablet
- Tapwave Zodiac
- Xbox
- Wii
- Dingoo A-320
- slatedroid Eken M001

## Juegos soportados
Para una lista completa y actualizada, vea la lista oficial de compatibilidad (en inglés).

### Juegos SCUMM de LucasArts
- Maniac Mansion
- Zak McKracken and the Alien Mindbenders
- Indiana Jones and the Last Crusade: The Graphic Adventure
- Loom
- Indiana Jones and the Fate of Atlantis
- The Secret of Monkey Island
- Monkey Island 2: LeChuck's Revenge
- The Curse of Monkey Island
- Day of the Tentacle
- Sam & Max Hit the Road
- Full Throttle
- The Dig
- Passport to Adventure

### Juegos AGI de Sierra
- The Black Cauldron
- The Bizarre Adventures of Woodruff and the Schnibble
- Gold Rush!
- Gobliiins
- Gobliiins 2: The Prince Buffoon
- Goblins Quest 3
- King's Quest I
- King's Quest II
- King's Quest III
- King's Quest IV
- Leisure Suit Larry in the Land of the Lounge Lizards
- Lost in Time
- Mixed-Up Mother Goose
- Manhunter 1: New York
- Manhunter 2: San Francisco
- Mickey's Space Adventure
- Playtoons 1: Uncle Archibald
- Playtoons 2: The Case of the Counterfeit Collaborator
- Playtoons 3: The Secret of the Castle
- Playtoons 4: The Mandarin Prince
- Playtoons 5: The Stone of Wakan
- Police Quest I: In Pursuit of the Death Angel
- Space Quest I: The Sarien Encounter
- Space Quest II: Vohaul's Revenge
- Winnie the Pooh in the Hundred Acre Wood
- Fanmade Games

### Juegos de otros desarrolladores
Varios juegos de Humongous Entertainment usan el motor SCUMM, por lo que se añadió soporte para ellos. Además, estos juegos también están soportados:
- Beneath a Steel Sky
- Broken Sword: El secreto de los templarios
- Broken Sword II: Las fuerzas del mal
- Elvira
- Elvira 2
- Flight of the Amazon Queen
- Future Wars
- Gobliiins
- Gobliiins 2: The Prince Buffoon
- Goblins Quest 3
- I Have No Mouth, and I Must Scream
- Inherit the Earth: Quest for the Orb
- Lost in Time
- Lure of the Temptress
- The Neverhood
- Nippon Safes Inc.
- Simon The Sorcerer
- Simon the Sorcerer II: El león, el mago y el armario
- Simon the Sorcerer's Puzzle Pack
- The 7th Guest
- The Bizarre Adventures of Woodruff and the Schnibble
- The Feeble Files
- The Legend of Kyrandia Book One
- The Legend of Kyrandia Book Two: The Hand of Fate
- The Legend of Kyrandia Book Three: Malcolm's Revenge
- Touché: The Adventures of the Fifth Musketeer
- Waxworks (Elvira 3)
- Ween: The Prophecy

## Obteniendo los juegos
Debido a restricciones de copyright, ScummVM no incluye los datos de los juegos, así que los usuarios deben disponer de los juegos originales.
Durante el ciclo de desarrollo de la versión 0.5.0 que vio la luz el 2 de agosto de 2003, Revolution Software ayudó a los desarrolladores de ScummVM a añadir soporte para Beneath a Steel Sky regalándoles el código fuente original. Además, decidieron ofrecer el juego de manera gratuita, disponible para descarga desde la web de ScummVM. Unos pocos meses más tarde, los dueños de Flight of the Amazon Queen hicieron algo similar.
Desafortunadamente, las escenas de vídeo de Broken Sword 1 y 2 no funcionan tal cual vienen en los discos originales. Esto se debe a que las escenas están codificadas usando el formato de vídeo Smacker, que requiere un software especializado para ser decodificado. RAD Game Tools no parece interesado en ofrecer el código fuente de versiones viejas de su formato, y ha pedido expresamente al equipo de ScummVM que no haga ingeniería inversa. Sin embargo, Revolution Software ha permitido la recodificación de los vídeos y su alojamiento en la página de ScummVM.